# Stančići (Bjelovar)
Pour les articles homonymes, voir Stančići.
Stančići est un village appartenant à la municipalité de Bjelovar et située dans le comitat de Bjelovar-Bilogora en Croatie. En 2021, le village compte 75 habitants.